# Hörbach (Althegnenberg)
Hörbach ist ein Gemeindeteil von Althegnenberg im oberbayerischen Landkreis Fürstenfeldbruck. 
Das Pfarrdorf liegt einen Kilometer südlich von Althegnenberg.

## Geschichte
Hörbach wurde erstmals 1127 als Huruuinin in der Bedeutung „Siedlung am Sumpf“ (von dem mittelhochdeutschen Wort hurwin für „sumpfig“) erwähnt. Bis Ende des 18. Jahrhunderts hieß der Ort Hürben. Im 14. Jahrhundert kam der Ort zur Hofmark Hofhegnenberg.
Im Zuge der Verwaltungsreformen im Königreich Bayern entstand mit dem Gemeindeedikt von 1818 die Gemeinde Hörbach.
Hörbach kam am 1. Juli 1972 im Zuge der Gemeindegebietsreform zu Althegnenberg.

## Baudenkmäler

### Pfarrkirche St. Andreas

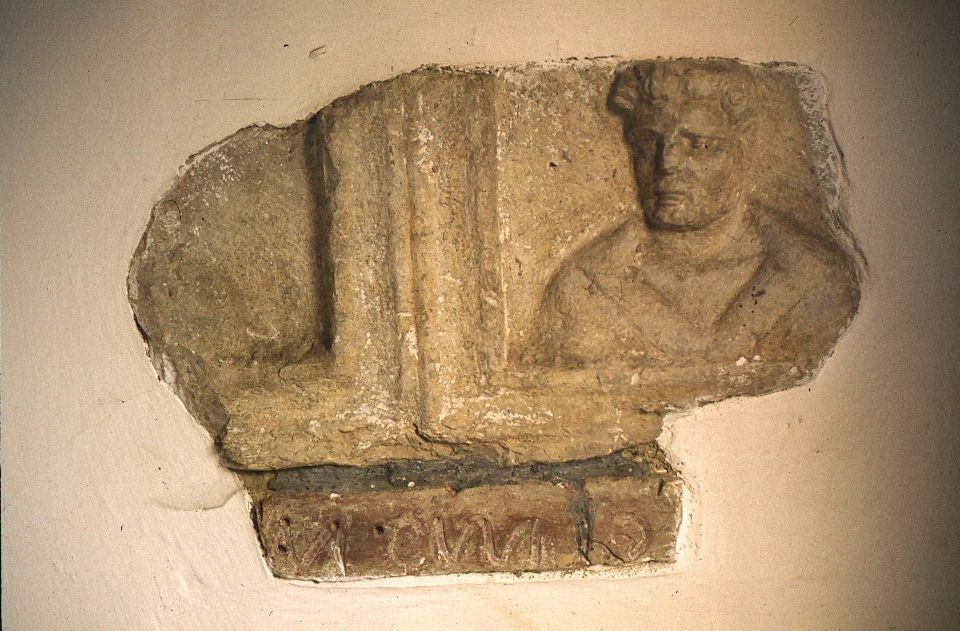
Hörbach, Fragment eines römischen Grabsteines

Langhaus aus der Romanik (typischer Rundbogenfries an der Südseite), der Chor aus der Spätgotik und der westliche Anbau von 1909. Innenausstattung barock, mit Plastiken des Landsberger Barockbildhauers Lorenz Luidl. Herausragendes lebensgroßes Renaissance-Kruzifix aus der Zeit um 1500. Im Eingang zur Kirche ist ein Fragment eines römischen Grabsteins eingemauert, das bei der Kirchenerweiterung 1909 im Fundament der Kirche aufgefunden worden ist.

### Täuferbrunnen Hörbach

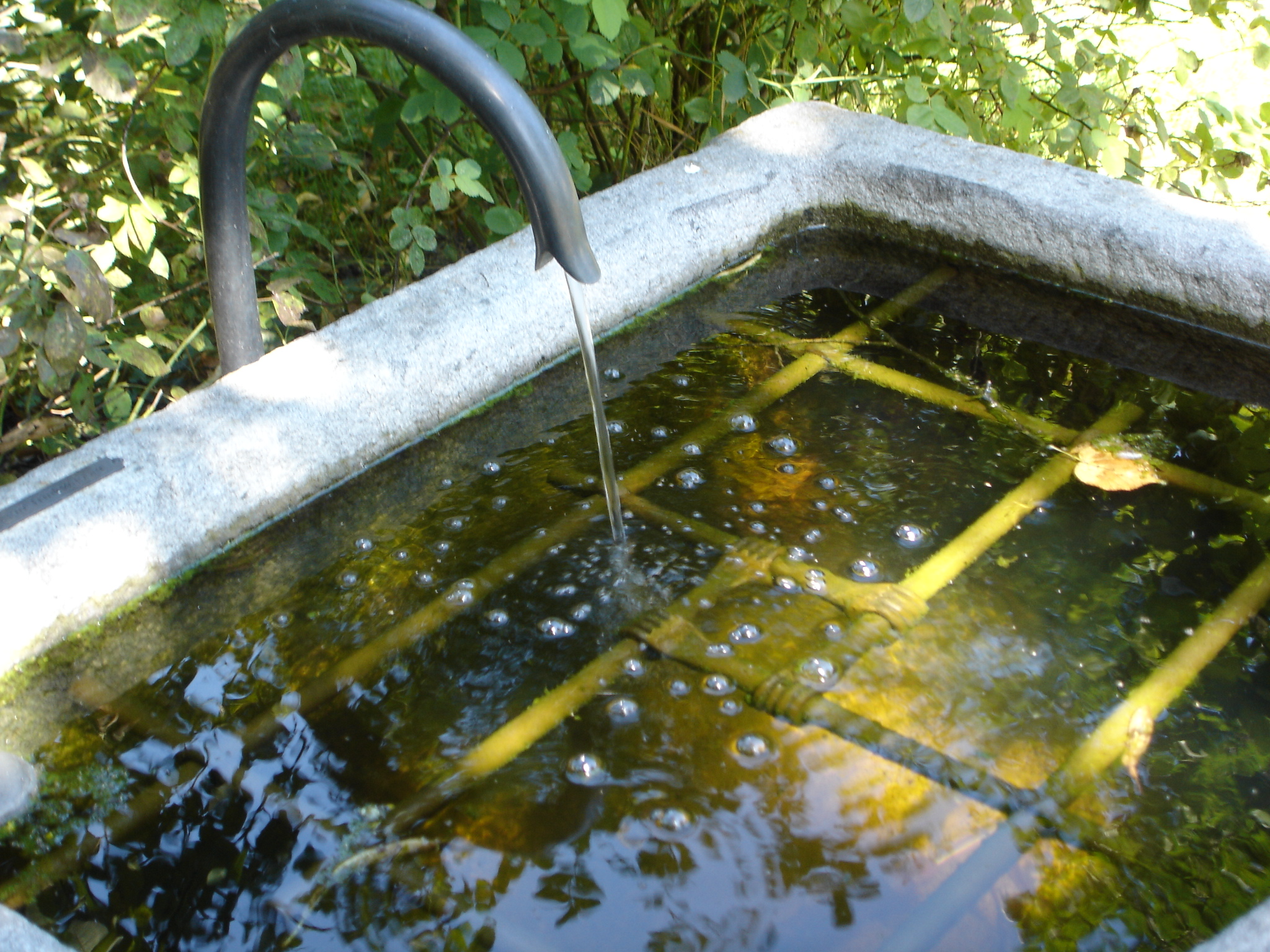
Täufer-Brunnen

Auf einem kleinen Platz neben der Kirche befindet sich der Täuferbrunnen. Er soll an die Hinrichtung von vier Hörbacher Täufer (von ihren Gegnern auch Wiedertäufer genannt) von 1527 erinnern.
Das Dorf Hörbach erhielt 2000 beim Wettbewerb Unser Dorf soll schöner werden – Unser Dorf hat Zukunft für Oberbayern eine Goldmedaille und im Jahr darauf im Bayernwettbewerb eine Silbermedaille.
Seit 1975 besteht in Hörbach die älteste Kleinkunstbühne Oberbayerns, das Hörbacher Montagsbrettl.

## Bodendenkmäler
Siehe: Liste der Bodendenkmäler in Althegnenberg